# Éliminatoires de la Coupe du monde de football 2010, zone Europe, groupe 5
Cet article donne les résultats des matches du groupe 5 de la zone Europe du tour préliminaire de la coupe du monde de football 2010.

## Classement
| Rang | Équipe             | Pts | J  | G  | N | P | Bp | Bc | Diff |  | Résultats (▼ dom., ► ext.) |     |     |     |     |     |     |
| ---- | ------------------ | --- | -- | -- | - | - | -- | -- | ---- |  | -------------------------- | --- | --- | --- | --- | --- | --- |
| 1    | Espagne            | 30  | 10 | 10 | 0 | 0 | 28 | 5  | +23  |  | Espagne                    |     | 1-0 | 1-0 | 5-0 | 3-0 | 4-0 |
| 2    | Bosnie-Herzégovine | 19  | 10 | 6  | 1 | 3 | 25 | 13 | +12  |  | Bosnie-Herzégovine         | 2-5 |     | 1-1 | 2-1 | 7-0 | 4-1 |
| 3    | Turquie            | 15  | 10 | 4  | 3 | 3 | 13 | 10 | +3   |  | Turquie                    | 1-2 | 2-1 |     | 1-1 | 4-2 | 2-0 |
| 4    | Belgique           | 10  | 10 | 3  | 1 | 6 | 13 | 20 | -7   |  | Belgique                   | 1-2 | 2-4 | 2-0 |     | 3-2 | 2-0 |
| 5    | Estonie            | 8   | 10 | 2  | 2 | 6 | 9  | 24 | -15  |  | Estonie                    | 0-3 | 0-2 | 0-0 | 2-0 |     | 1-0 |
| 6    | Arménie            | 4   | 10 | 1  | 1 | 8 | 6  | 22 | -16  |  | Arménie                    | 1-2 | 0-2 | 0-2 | 2-1 | 2-2 |     |

- L'Espagne est qualifiée.
- La Bosnie-Herzégovine est barragiste.

## Résultats et calendrier
Le calendrier des matchs a été effectué lors d'une réunion à Barcelone, Espagne le 8 janvier 2008. Mais la délégation bosniaque est arrivée avec plusieurs heures de retard, et celles d'Espagne et de Turquie ne sont pas tombées d'accord sur les horaires des matchs. N'étant pas tombées d'accord avant le 16 janvier 2008 (date limite fixée par la FIFA), la FIFA a décidé de déterminer les horaires par tirage au sort. Le tirage au sort a eu lieu le 30 janvier 2008 à Zagreb, Croatie à 16:00 CET, soit la veille du XXXII Congrès Ordinaire de l'UEFA.
| 6 septembre 2008 | Arménie | 0 – 2 | Turquie                | Stade Hrazdan, Erevan                               |                                                     |
| 21:00 UTC+05:00  |         |       | Tuncay 61e · Semih 77e | Spectateurs : 30 000 Arbitrage : Tom Henning Øvrebø | Spectateurs : 30 000 Arbitrage : Tom Henning Øvrebø |
| 21:00 UTC+05:00  | Rapport |       |                        | Spectateurs : 30 000 Arbitrage : Tom Henning Øvrebø | Spectateurs : 30 000 Arbitrage : Tom Henning Øvrebø |

| 6 septembre 2008 | Belgique                   | 3 – 2 | Estonie                 | Stade Maurice Dufrasne, Liège              |                                            |
| 20:45 UTC+02:00  | Sonck 39e 81e · Defour 75e |       | Zenjov 57e · Oper 90+2e | Spectateurs : 17 992 Arbitrage : Mike Dean | Spectateurs : 17 992 Arbitrage : Mike Dean |
| 20:45 UTC+02:00  | Rapport                    |       |                         | Spectateurs : 17 992 Arbitrage : Mike Dean | Spectateurs : 17 992 Arbitrage : Mike Dean |

| 6 septembre 2008 | Espagne   | 1 – 0 | Bosnie-Herzégovine | Estadio Nueva Condomina, Murcie                |                                                |
| 22:00 UTC+02:00  | Villa 58e |       |                    | Spectateurs : 29 152 Arbitrage : Craig Thomson | Spectateurs : 29 152 Arbitrage : Craig Thomson |
| 22:00 UTC+02:00  | Rapport   |       |                    | Spectateurs : 29 152 Arbitrage : Craig Thomson | Spectateurs : 29 152 Arbitrage : Craig Thomson |

| 10 septembre 2008 | Turquie            | 1 – 1 | Belgique  | Stade Şükrü-Saracoğlu, Istanbul                  |                                                  |
| 21:00 UTC+03:00   | Emre B. 74e (pen.) |       | Sonck 31e | Spectateurs : 34 097 Arbitrage : Stéphane Lannoy | Spectateurs : 34 097 Arbitrage : Stéphane Lannoy |
| 21:00 UTC+03:00   | Rapport            |       |           | Spectateurs : 34 097 Arbitrage : Stéphane Lannoy | Spectateurs : 34 097 Arbitrage : Stéphane Lannoy |

| 10 septembre 2008 | Bosnie-Herzégovine                                                          | 7 – 0 | Estonie | Bilino Polje, Zenica                         |                                              |
| 20:15 UTC+02:00   | Misimović 25e 30e (pen.) 56e · Muslimović 58e · Džeko 60e 73e · Ibričić 88e |       |         | Spectateurs : 12 500 Arbitrage : Pavel Balaj | Spectateurs : 12 500 Arbitrage : Pavel Balaj |
| 20:15 UTC+02:00   | Rapport                                                                     |       |         | Spectateurs : 12 500 Arbitrage : Pavel Balaj | Spectateurs : 12 500 Arbitrage : Pavel Balaj |

| 10 septembre 2008 | Espagne                                  | 4 – 0 | Arménie | Estadio Carlos Belmonte, Albacete            |                                              |
| 22:00 UTC+02:00   | Capdevila 7e · Villa 16e 79e · Senna 83e |       |         | Spectateurs : 16 996 Arbitrage : Tony Asumaa | Spectateurs : 16 996 Arbitrage : Tony Asumaa |
| 22:00 UTC+02:00   | Rapport                                  |       |         | Spectateurs : 16 996 Arbitrage : Tony Asumaa | Spectateurs : 16 996 Arbitrage : Tony Asumaa |

| 11 octobre 2008 | Turquie                | 2 – 1 | Bosnie-Herzégovine | BJK İnönü Stadium, Istanbul                    |                                                |
| 21:00 UTC+03:00 | Turan 51e · Mevlüt 66e |       | Džeko 27e          | Spectateurs : 23 628 Arbitrage : Viktor Kassai | Spectateurs : 23 628 Arbitrage : Viktor Kassai |
| 21:00 UTC+03:00 | Rapport                |       |                    | Spectateurs : 23 628 Arbitrage : Viktor Kassai | Spectateurs : 23 628 Arbitrage : Viktor Kassai |

| 11 octobre 2008 | Belgique                 | 2 – 0 | Arménie | Stade Roi-Baudouin, Bruxelles                    |                                                  |
| 20:45 UTC+02:00 | Sonck 22e · Fellaini 38e |       |         | Spectateurs : 20 949 Arbitrage : Peter Rasmussen | Spectateurs : 20 949 Arbitrage : Peter Rasmussen |
| 20:45 UTC+02:00 | Rapport                  |       |         | Spectateurs : 20 949 Arbitrage : Peter Rasmussen | Spectateurs : 20 949 Arbitrage : Peter Rasmussen |

| 11 octobre 2008 | Estonie | 0 – 3 | Espagne                                    | A. Le Coq Arena, Tallinn                       |                                                |
| 21:45 UTC+03:00 |         |       | Juanito 34e · Villa 38e (pen.) · Puyol 69e | Spectateurs : 9 200 Arbitrage : Jonas Eriksson | Spectateurs : 9 200 Arbitrage : Jonas Eriksson |
| 21:45 UTC+03:00 | Rapport |       |                                            | Spectateurs : 9 200 Arbitrage : Jonas Eriksson | Spectateurs : 9 200 Arbitrage : Jonas Eriksson |

| 15 octobre 2008 | Bosnie-Herzégovine                          | 4 – 1 | Arménie      | Bilino Polje, Zenica                        |                                             |
| 20:15 UTC+02:00 | Spahić 31e · Džeko 39e · Muslimović 56e 89e |       | Minasyan 85e | Spectateurs : 18 000 Arbitrage : Asaf Kenan | Spectateurs : 18 000 Arbitrage : Asaf Kenan |
| 20:15 UTC+02:00 | Rapport                                     |       |              | Spectateurs : 18 000 Arbitrage : Asaf Kenan | Spectateurs : 18 000 Arbitrage : Asaf Kenan |

| 15 octobre 2008 | Estonie | 0 – 0 | Turquie | A. Le Coq Arena, Tallinn                     |                                              |
| 21:30 UTC+03:00 |         |       |         | Spectateurs : 6 500 Arbitrage : Robert Małek | Spectateurs : 6 500 Arbitrage : Robert Małek |
| 21:30 UTC+03:00 | Rapport |       |         | Spectateurs : 6 500 Arbitrage : Robert Małek | Spectateurs : 6 500 Arbitrage : Robert Małek |

| 15 octobre 2008 | Belgique | 1 – 2 | Espagne                 | Stade Roi-Baudouin, Bruxelles                       |                                                     |
| 20:45 UTC+02:00 | Sonck 7e |       | Iniesta 36e · Villa 88e | Spectateurs : 45 888 Arbitrage : Tom Henning Øvrebø | Spectateurs : 45 888 Arbitrage : Tom Henning Øvrebø |
| 20:45 UTC+02:00 | Rapport  |       |                         | Spectateurs : 45 888 Arbitrage : Tom Henning Øvrebø | Spectateurs : 45 888 Arbitrage : Tom Henning Øvrebø |

| 28 mars 2009    | Arménie                        | 2 – 2 | Estonie                    | Stade Hanrapetakan, Erevan                 |                                            |
| 20:00 UTC+04:00 | Mkhitaryan 31e · Ghazarian 87e |       | Vassiljev 36e · Zenjov 68e | Spectateurs : 3 000 Arbitrage : Luc Wilmes | Spectateurs : 3 000 Arbitrage : Luc Wilmes |
| 20:00 UTC+04:00 | Rapport                        |       |                            | Spectateurs : 3 000 Arbitrage : Luc Wilmes | Spectateurs : 3 000 Arbitrage : Luc Wilmes |

| 28 mars 2009    | Belgique                       | 2 – 4 | Bosnie-Herzégovine                                    | Cristal Arena, Genk                             |                                                 |
| 20:45 UTC+01:00 | Dembélé 31e · Sonck 89e (pen.) |       | Džeko 7e · Jahić 75e · Bajramović 81e · Misimović 86e | Spectateurs : 20 041 Arbitrage : Nikolai Ivanov | Spectateurs : 20 041 Arbitrage : Nikolai Ivanov |
| 20:45 UTC+01:00 | Rapport                        |       |                                                       | Spectateurs : 20 041 Arbitrage : Nikolai Ivanov | Spectateurs : 20 041 Arbitrage : Nikolai Ivanov |

| 28 mars 2009    | Espagne   | 1 – 0 | Turquie | Stade Santiago Bernabéu, Madrid                  |                                                  |
| 22:00 UTC+01:00 | Piqué 59e |       |         | Spectateurs : 73 820 Arbitrage : Massimo Busacca | Spectateurs : 73 820 Arbitrage : Massimo Busacca |
| 22:00 UTC+01:00 | Rapport   |       |         | Spectateurs : 73 820 Arbitrage : Massimo Busacca | Spectateurs : 73 820 Arbitrage : Massimo Busacca |

| 1er avril 2009  | Estonie  | 1 – 0 | Arménie | A. Le Coq Arena, Tallinn                         |                                                  |
| 18:00 UTC+03:00 | Puri 83e |       |         | Spectateurs : 5 200 Arbitrage : Cyril Zimmermann | Spectateurs : 5 200 Arbitrage : Cyril Zimmermann |
| 18:00 UTC+03:00 | Rapport  |       |         | Spectateurs : 5 200 Arbitrage : Cyril Zimmermann | Spectateurs : 5 200 Arbitrage : Cyril Zimmermann |

| 1er avril 2009  | Turquie   | 1 – 2 | Espagne                         | Stade Ali-Sami-Yen, Istanbul                |                                             |
| 21:00 UTC+03:00 | Semih 26e |       | Alonso 63e (pen.) · Riera 90+2e | Spectateurs : 19 617 Arbitrage : Mike Riley | Spectateurs : 19 617 Arbitrage : Mike Riley |
| 21:00 UTC+03:00 | Rapport   |       |                                 | Spectateurs : 19 617 Arbitrage : Mike Riley | Spectateurs : 19 617 Arbitrage : Mike Riley |

| 1er avril 2009  | Bosnie-Herzégovine | 2 – 1 | Belgique   | Bilino Polje, Zenica                             |                                                  |
| 20:45 UTC+02:00 | Džeko 12e 14e      |       | Swerts 88e | Spectateurs : 13 800 Arbitrage : Vladimír Hriňák | Spectateurs : 13 800 Arbitrage : Vladimír Hriňák |
| 20:45 UTC+02:00 | Rapport            |       |            | Spectateurs : 13 800 Arbitrage : Vladimír Hriňák | Spectateurs : 13 800 Arbitrage : Vladimír Hriňák |

| 5 septembre 2009 | Arménie | 0 – 2 | Bosnie-Herzégovine          | Stade Hanrapetakan, Erevan                     |                                                |
| 20:00 UTC+04:00  |         |       | Ibričić 6e · Muslimović 73e | Spectateurs : 1 800 Arbitrage : Eric Braamhaar | Spectateurs : 1 800 Arbitrage : Eric Braamhaar |
| 20:00 UTC+04:00  | Rapport |       |                             | Spectateurs : 1 800 Arbitrage : Eric Braamhaar | Spectateurs : 1 800 Arbitrage : Eric Braamhaar |

| 5 septembre 2009 | Espagne                                   | 5 – 0 | Belgique | Stade du Riazor, La Corogne                     |                                                 |
| 22:00 UTC+01:00  | Silva 41e 68e · Villa 49e 85e · Piqué 50e |       |          | Spectateurs : 30 441 Arbitrage : Bertrand Layec | Spectateurs : 30 441 Arbitrage : Bertrand Layec |
| 22:00 UTC+01:00  | Rapport                                   |       |          | Spectateurs : 30 441 Arbitrage : Bertrand Layec | Spectateurs : 30 441 Arbitrage : Bertrand Layec |

| 5 septembre 2009 | Turquie                                | 4 – 2 | Estonie                          | Stade Kadir Has, Kayseri                        |                                                 |
| 21:00 UTC+03:00  | Tuncay 29e 72e · Sercan 36e · Arda 61e |       | Voskoboinikov 7e · Vassiljev 52e | Spectateurs : 28 569 Arbitrage : Tommy Skjerven | Spectateurs : 28 569 Arbitrage : Tommy Skjerven |
| 21:00 UTC+03:00  | Rapport                                |       |                                  | Spectateurs : 28 569 Arbitrage : Tommy Skjerven | Spectateurs : 28 569 Arbitrage : Tommy Skjerven |

| 9 septembre 2009 | Arménie                      | 2 – 1 | Belgique         | Stade Hanrapetakan, Erevan                         |                                                    |
| 21:00 UTC+02:00  | Goharyan 23e · Hovsepyan 50e |       | Van Buyten 90+2e | Spectateurs : 2 300 Arbitrage : Aleksandar Stavrev | Spectateurs : 2 300 Arbitrage : Aleksandar Stavrev |
| 21:00 UTC+02:00  | Rapport                      |       |                  | Spectateurs : 2 300 Arbitrage : Aleksandar Stavrev | Spectateurs : 2 300 Arbitrage : Aleksandar Stavrev |

| 9 septembre 2009 | Bosnie-Herzégovine | 1 – 1 | Turquie    | Bilino Polje, Zenica                                  |                                                       |
| 20:00 UTC+02:00  | Salihović 25e      |       | Emre B. 4e | Spectateurs : 14 000 Arbitrage : Olegario Benquerenca | Spectateurs : 14 000 Arbitrage : Olegario Benquerenca |
| 20:00 UTC+02:00  | Rapport            |       |            | Spectateurs : 14 000 Arbitrage : Olegario Benquerenca | Spectateurs : 14 000 Arbitrage : Olegario Benquerenca |

| 9 septembre 2009 | Espagne                               | 3 – 0 | Estonie | Romano Jose Fouto, Merida                      |                                                |
| 22:00 UTC+02:00  | Fàbregas 33e · Cazorla 82e · Mata 92e |       |         | Spectateurs : 14 362 Arbitrage : Oleh Oriekhov | Spectateurs : 14 362 Arbitrage : Oleh Oriekhov |
| 22:00 UTC+02:00  | Rapport                               |       |         | Spectateurs : 14 362 Arbitrage : Oleh Oriekhov | Spectateurs : 14 362 Arbitrage : Oleh Oriekhov |

| 10 octobre 2009 | Estonie | 0 – 2 | Bosnie-Herzégovine       | A. Le Coq Arena, Tallinn                       |                                                |
| 19:00 UTC+03:00 |         |       | Džeko 32e · Ibišević 63e | Spectateurs : 6 450 Arbitrage : Nicola Rizzoli | Spectateurs : 6 450 Arbitrage : Nicola Rizzoli |
| 19:00 UTC+03:00 | Rapport |       |                          | Spectateurs : 6 450 Arbitrage : Nicola Rizzoli | Spectateurs : 6 450 Arbitrage : Nicola Rizzoli |

| 10 octobre 2009 | Arménie        | 1 – 2 | Espagne                        | Stade Hanrapetakan, Erevan                 |                                            |
| 21:00 UTC+05:00 | Arzumanyan 58e |       | Fabregas 33e · Mata 64e (pen.) | Spectateurs : 10 500 Arbitrage : Jiri Jech | Spectateurs : 10 500 Arbitrage : Jiri Jech |
| 21:00 UTC+05:00 | Rapport        |       |                                | Spectateurs : 10 500 Arbitrage : Jiri Jech | Spectateurs : 10 500 Arbitrage : Jiri Jech |

| 10 octobre 2009 | Belgique         | 2 – 0 | Turquie | Stade Roi-Baudouin, Bruxelles                     |                                                   |
| 20:45 UTC+02:00 | É. Mpenza 8e 84e |       |         | Spectateurs : 30 131 Arbitrage : Matteo Trefoloni | Spectateurs : 30 131 Arbitrage : Matteo Trefoloni |
| 20:45 UTC+02:00 | Rapport          |       |         | Spectateurs : 30 131 Arbitrage : Matteo Trefoloni | Spectateurs : 30 131 Arbitrage : Matteo Trefoloni |

| 14 octobre 2009 | Bosnie-Herzégovine          | 2 – 5 | Espagne                                                   | Bilino Polje, Zenica                           |                                                |
| 2:00 UTC+02:00  | Džeko 90e · Misimović 90+2e |       | Piqué 13e · Silva 14e · Álvaro Negredo 50e 55e · Mata 89e | Spectateurs : 14 000 Arbitrage : Konrad Plautz | Spectateurs : 14 000 Arbitrage : Konrad Plautz |
| 2:00 UTC+02:00  | Rapport                     |       |                                                           | Spectateurs : 14 000 Arbitrage : Konrad Plautz | Spectateurs : 14 000 Arbitrage : Konrad Plautz |

| 14 octobre 2009 | Estonie                     | 2 – 0 | Belgique | A. Le Coq Arena, Tallinn       |                                |
| 21:30 UTC+03:00 | Piiroja 30e · Vassiljev 67e |       |          | Arbitrage : Nicolai Vollquartz | Arbitrage : Nicolai Vollquartz |
| 21:30 UTC+03:00 | Rapport                     |       |          | Arbitrage : Nicolai Vollquartz | Arbitrage : Nicolai Vollquartz |

| 14 octobre 2009 | Turquie                  | 2 – 0 | Arménie | Bursa Atatürk Stadium, Bursa                    |                                                 |
| 21:00 UTC+03:00 | Altıntop 16e · Çetin 28e |       |         | Spectateurs : 18 000 Arbitrage : Martin Hansson | Spectateurs : 18 000 Arbitrage : Martin Hansson |
| 21:00 UTC+03:00 | Rapport                  |       |         | Spectateurs : 18 000 Arbitrage : Martin Hansson | Spectateurs : 18 000 Arbitrage : Martin Hansson |

## Buteurs
| Pos | Joueur                 | Pays               | Buts |
| --- | ---------------------- | ------------------ | ---- |
| 1   | Edin Džeko             | Bosnie-Herzégovine | 9    |
| 2   | David Villa            | Espagne            | 7    |
| 3   | Wesley Sonck           | Belgique           | 6    |
| 4   | Zvjezdan Misimović     | Bosnie-Herzégovine | 5    |
| 5   | Zlatan Muslimović      | Bosnie-Herzégovine | 4    |
| 6   | Juan Mata              | Espagne            | 3    |
| 6   | Piqué                  | Espagne            | 3    |
| 6   | David Silva            | Espagne            | 3    |
| 6   | Konstantin Vassiljev   | Estonie            | 3    |
| 6   | Tuncay Şanlı           | Turquie            | 3    |
| 11  | Émile Mpenza           | Belgique           | 2    |
| 11  | Senijad Ibričić        | Bosnie-Herzégovine | 2    |
| 11  | Cesc Fàbregas          | Espagne            | 2    |
| 11  | Álvaro Negredo         | Espagne            | 2    |
| 11  | Sergei Zenjov          | Estonie            | 2    |
| 11  | Emre Belözoğlu         | Turquie            | 2    |
| 11  | Semih Şentürk          | Turquie            | 2    |
| 11  | Arda Turan             | Turquie            | 2    |
| 19  | Robert Arzumanyan      | Arménie            | 1    |
| 19  | Georg Ghazarian        | Arménie            | 1    |
| 19  | Hovhannes Goharyan     | Arménie            | 1    |
| 19  | Sargis Hovsepian       | Arménie            | 1    |
| 19  | Vahagn Minasyan        | Arménie            | 1    |
| 19  | Henrikh Mkhitaryan     | Arménie            | 1    |
| 19  | Steven Defour          | Belgique           | 1    |
| 19  | Moussa Dembélé         | Belgique           | 1    |
| 19  | Marouane Fellaini      | Belgique           | 1    |
| 19  | Gill Swerts            | Belgique           | 1    |
| 19  | Daniel Van Buyten      | Belgique           | 1    |
| 19  | Zlatan Bajramović      | Bosnie-Herzégovine | 1    |
| 19  | Vedad Ibišević         | Bosnie-Herzégovine | 1    |
| 19  | Sanel Jahić            | Bosnie-Herzégovine | 1    |
| 19  | Sejad Salihović        | Bosnie-Herzégovine | 1    |
| 19  | Emir Spahić            | Bosnie-Herzégovine | 1    |
| 19  | Xabi Alonso            | Espagne            | 1    |
| 19  | Joan Capdevila         | Espagne            | 1    |
| 19  | Santiago Cazorla       | Espagne            | 1    |
| 19  | Andrés Iniesta         | Espagne            | 1    |
| 19  | Juanito                | Espagne            | 1    |
| 19  | Carles Puyol           | Espagne            | 1    |
| 19  | Albert Riera           | Espagne            | 1    |
| 19  | Marcos Senna           | Espagne            | 1    |
| 19  | Andres Oper            | Estonie            | 1    |
| 19  | Raio Piiroja           | Estonie            | 1    |
| 19  | Sander Puri            | Estonie            | 1    |
| 19  | Vladimir Voskoboinikov | Estonie            | 1    |
| 19  | Halil Altıntop         | Turquie            | 1    |
| 19  | Mevlüt Erding          | Turquie            | 1    |
| 19  | Servet Çetin           | Turquie            | 1    |
| 19  | Sercan Yildirim        | Turquie            | 1    |